# Dolomitklotterlav
Dolomitklotterlav (Opegrapha dolomitica) är en lavart som först beskrevs av Arnold, och fick sitt nu gällande namn av Clauzade och Claude Roux. Dolomitklotterlav ingår i släktet Opegrapha, och familjen Roccellaceae. Arten är reproducerande i Sverige.